# 아오야마 다다토시
아오야마 다다토시(일본어: 青山忠俊)는 아즈치모모야마 시대부터 에도 시대 초기의 무장이다. 도쿠가와 막부 후다이 다이묘. 히타치 에도사키 번 제2대 번주, 무사시 이와쓰키 번주, 가즈사 오타키번주. 아오야마 종가(青山宗家) 제2대 당주.
| 전임 아오야마 다다나리 | 제2대 에도사키 번 번주 (아오야마 가문) 1613년 ~ 1620년 | 후임 니와 나가시게 |

| 전임 고리키 다다후사 | 이와쓰키 번 번주 (아오야마 가문) 1620년 ~ 1623년 | 후임 아베 마사쓰구 |

| 전임 폐번(아베 마사쓰구) | 오타키번 번주 (아오야마 가문) 1623년 ~ 1625년 | 후임 폐번(아베 마사요시) |